# Somalia italiana
La Colonia della Somalia Italiana, semplicemente nota come Somalia italiana (in arabo الصومال الإيطالي‎? Al-Sumal Al-Italiy, in somalo Dhulka Talyaaniga ee Soomaaliya, in inglese Italian Somaliland), fu una colonia italiana istituita nel 1908; si estendeva sui territori dell'Africa orientale già ricadenti sotto la sovranità del Regno d'Italia e ricompresi nella colonia del Benadir (Somalia italiana meridionale).
Furono successivamente aggregati alla colonia i territori appartenenti al Sultanato di Gheledi (1910), al Sultanato dei Migiurtini (1924) e al Sultanato di Obbia (1926), già protettorati italiani, nonché quelli della Colonia dell'Oltregiuba (1926). Nel 1936 la colonia fu soppressa e i suoi territori divennero parte dell'Africa Orientale Italiana, all'interno della quale costituirono il governatorato della Somalia.
Nel corso della seconda guerra mondiale, nel 1941, fu occupata dal Regno Unito e rimase tale fino al 1949-1950. Dal 1950 al 1960 fu sotto amministrazione fiduciaria italiana per conto dell'ONU. La storia della Somalia come Stato sovrano inizia a partire dal 1960.

## Storia

### Primi possedimenti e protettorato

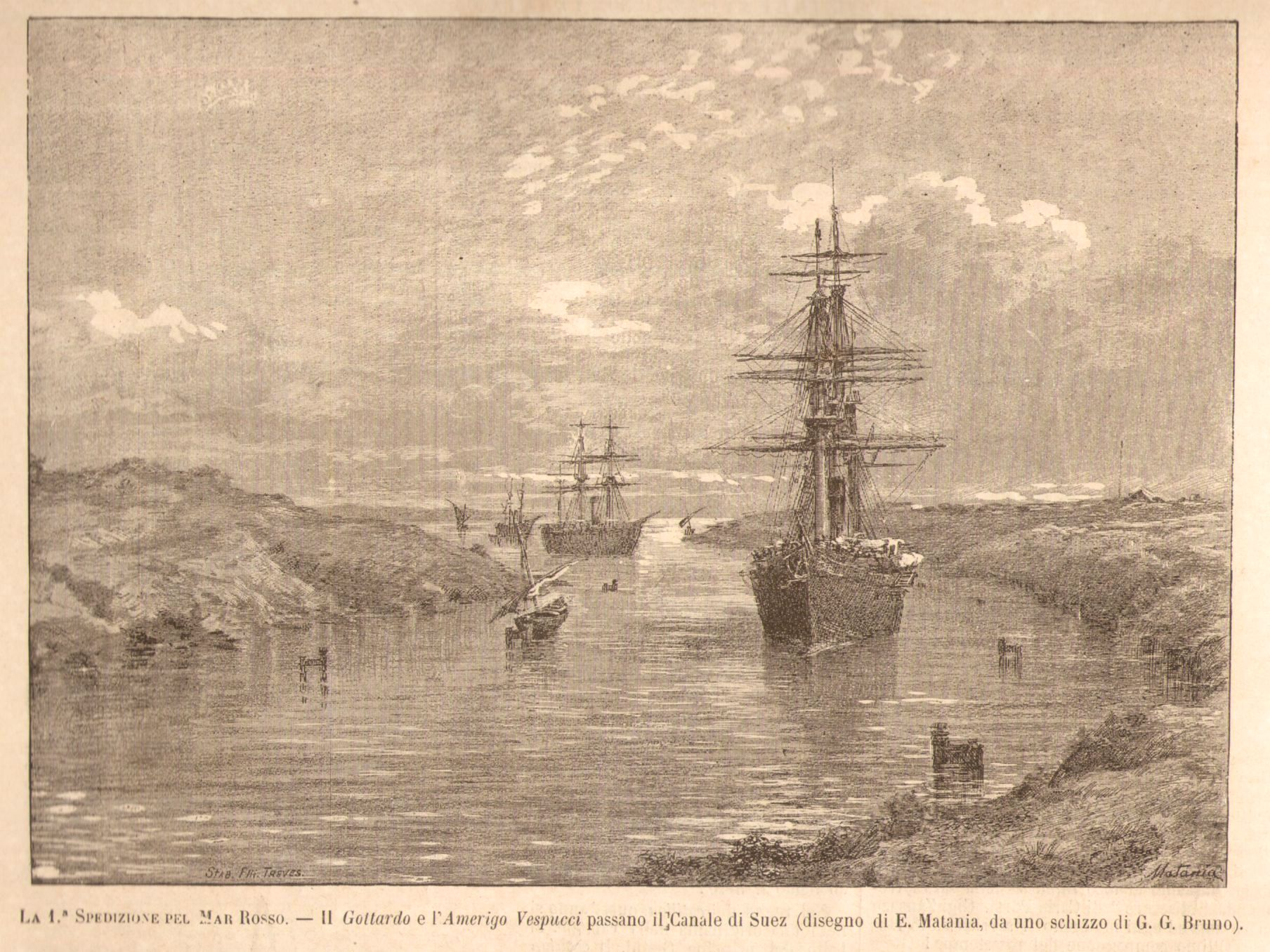
Le navi italiane Gottardo e Amerigo Vespucci attraversano il canale di Suez durante la spedizione del Mar Rosso del 1885.

I primi tentativi di penetrazione italiana in Africa risalgono al 2 ottobre 1869, quando il governo italiano, guidato dal presidente Luigi Federico Menabrea, stipulava un trattato segreto per comprare terreno sulle coste dell'Eritrea allo scopo di promuovere il colonialismo italiano. Quando il Khedivato di Egitto si ritirò dal Corno d'Africa nel corso del 1884, i diplomatici italiani stipularono un accordo con il Regno Unito per l'occupazione del porto di Massaua che assieme ad Assab formarono i cosiddetti Possedimenti italiani nel Mar Rosso (dal 1890 denominati Colonia eritrea). Con la spedizione del Mar Rosso del 1885 si pose la base per un progetto che avrebbe dovuto sfociare nel controllo dell'intero Corno d'Africa con inclusa la Somalia.
Agli inizi degli anni 1880 questa zona era abitata da popolazioni etiopiche, dancale, somale ed oromo. Mentre le coste del Mar Rosso erano sottoposte alla sovranità egiziana, la Somalia si articolava in più sultanati (con il Warsangali, Migiurtinia, Obbia, Zanzibar e Geledi); infine, l'Etiopia era retta dal Negus Neghesti (Re dei Re) Giovanni IV, con la presenza di un secondo Negus (Re) nei territori del sud: Menelik.
La fine del XIX secolo ebbe un enorme impatto sull'assetto del Corno d'Africa. Le potenze europee che si contendevano il controllo dell'area (Regno Unito, Regno d'Italia e Francia) guadagnarono i primi punti d'appoggio in Somalia attraverso la firma di accordi e contratti con i vari sultani somali che controllavano la regione, come Yusuf Ali Kenadid, Osman Mahamuud e Mohamoud Ali Shire. I britannici stabilirono il Protettorato della Somalia britannica, futuro Somaliland, nel 1886 dopo la ritirata egiziana e il trattato con il clan Warsangeli. La parte più settentrionale del territorio fu data alla Francia, che stabilì la Somalia francese, costituita dai territori degli Afar e degli Issa. L'area meridionale venne occupata dall'Italia.
Alla fine del 1888, il sultano Yusuf Ali Kenadid aveva infatti stipulato un trattato con gli italiani, rendendo il suo Sultanato di Obbia un protettorato italiano. Il suo rivale Osman firmò un accordo simile per il suo Sultanato della Migiurtinia l'anno successivo. Entrambi i sovrani avevano firmato i trattati di protettorato per favorire i propri obiettivi espansionistici: Kenadid cercava di utilizzare il supporto dell'Italia nella sua controversia con il Sultanato di Zanzibar sul territorio di Uarsceik, oltre che nella sua lotta di potere in corso con il Boqor Osman stesso. Sia Kenadid che il suo rivale Osman speravano di sfruttare gli interessi contrastanti tra le potenze imperiali europee che stavano cercando di prendere il controllo del Corno d'Africa, evitando l'occupazione diretta dei loro territori.
Gli italiani, dal canto loro, erano interessati a questo paese in gran parte desertico soprattutto per i suoi porti, dei quali i più settentrionali potevano concedere loro l'accesso allo strategicamente importante canale di Suez ed al golfo di Aden. L'ultimo pezzo di terra acquisito dall'Italia in Somalia al fine di formare la Somalia Italiana era la regione di Chisimaio, che prima della prima guerra mondiale era stata controllata dalla Gran Bretagna.
Tuttavia, il rapporto tra Obbia ed Italia si era inasprito quando il sultano Kenadid aveva rifiutato la proposta degli italiani di consentire ad un contingente britannico di sbarcare nel suo sultanato, in modo da proseguire la loro battaglia contro le forze dervisce del leader religioso anti colonialista Mohammed Abdullah Hassan. Visto come una minaccia, Kenadid fu infine esiliato ad Aden, in Yemen, e poi in Eritrea, dove suo figlio era l'erede al trono Ali Yusuf.
Alla fine del XIX secolo, in Italia si era sviluppato un crescente movimento politico-sociale che spingeva per espandere le aree di influenza in Africa, dal momento che molti altri paesi europei si stavano muovendo in questa direzione, mentre l'Italia rimaneva al palo. Nella situazione di grave carenza di capitali e di gravi problemi economici in cui versava il Paese, la Somalia era appetibile, più che per le sue risorse primarie, per i suoi porti e per le regioni a cui questi davano accesso.
Cesare Correnti organizzò una spedizione per conto della Società geografica italiana nel 1876. L'anno successivo venne pubblicato da Manfredo Camperio "L'Esploratore ", il diario del viaggio. Nel 1879 venne costituita la Società di Esplorazioni Commerciali in Africa, con il coinvolgimento dell'establishment industriale italiano del tempo. Nello stesso anno venne istituito in Somalia il "Club Africano", che tre anni più tardi divenne la "Società Africana d'Italia".
Questo percorso subì un'accelerazione, quando il massacro nel gennaio 1887 di 500 soldati della colonna "De Cristoforis" a Dogali, in Eritrea, da parte delle milizie di Ras Alula Engida causò in seguito la formazione di un nuovo governo da parte del Presidente del Consiglio Agostino Depretis, che morì a luglio. Gli subentrò Francesco Crispi, che aveva nuovi piani per la creazione di nuove aree per l'immigrazione per gli italiani. Il 2 maggio 1889 Menelik II, imperatore d'Etiopia, e l'Italia firmarono un trattato di pace. Pochi anni dopo, nel 1895, l'Italia scatenò la prima guerra italo-abissina contro l'Etiopia attaccando dai suoi territori in Eritrea e Somalia.

### Somalia italiana

La situazione nel 1915: in blu il territorio sotto diretto controllo italiano, in azzurro i protettorati

L'8 febbraio 1889 venne sancito il protettorato italiano sul Sultanato di Obbia. Nel novembre dello stesso anno l'Italia proclamò il protettorato sui tratti di costa compresi tra Uarsceik, Mogadiscio, Merca e Brava. Nel marzo 1891 Vincenzo Filonardi occupò il villaggio costiero somalo di Ataleh che ribattezzò Itala.
(Vittorio Santoianni)
Nel 1908 anche il Sultanato di Geledi, ormai in declino sotto il regno del sovrano Osman Ahmed, venne proclamato protettorato italiano. Con la morte del sultano nel 1910 venne definitivamente annesso alla Somalia italiana. 
Il 12 agosto 1892 Mogadiscio, Merca, Bava e Uarsceik vennero concesse in affitto dal Sultanato di Zanzibar all'Italia per 25 anni. Nel 1905 il governo italiano assunse direttamente la responsabilità di creare una colonia nel sud della Somalia a seguito delle accuse rivolte alla Società del Benadir di aver tollerato o addirittura collaborato alla perpetuazione della tratta degli schiavi. L'organizzazione amministrativa venne affidata al governatore Mercantelli, che organizzò la colonia nelle sei suddivisioni amministrative di Brava, Merca, Lugh, Itala, Bardera e Giumbo.

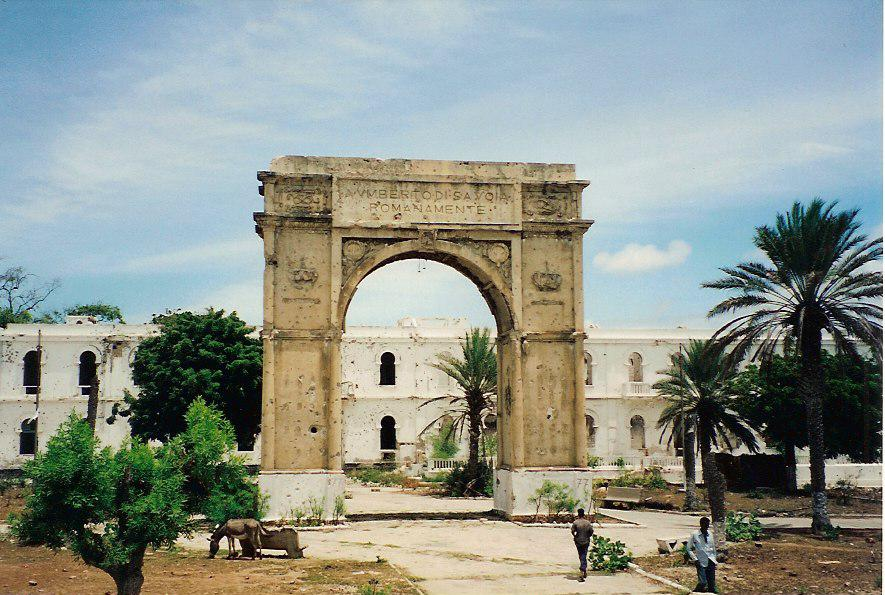
L'arco di trionfo eretto a Mogadiscio in onore del principe Umberto.

Il 5 aprile 1908 il Parlamento italiano approvò la legge che riuniva tutti i possedimenti italiani nella Somalia meridionale in un'unica entità amministrativa chiamata "Somalia Italiana". Tale legge stabiliva inoltre le competenze in materia coloniale tra il Parlamento, il Governo del Regno ed il governo della colonia. Quest'ultimo veniva notevolmente potenziato: il governatore civile controllava i diritti di esportazione, regolava il tasso di cambio, stabiliva la tassazione sulle attività dei nativi e regolamentava tutti i servizi e le materie civili relative alla caccia e la pesca; inoltre deteneva il comando delle forze di polizia. Il controllo italiano rimase effettivamente limitato alle sole zone costiere fino al 1920. Dopo il crollo del movimento di resistenza di Hassan, i vari clan della Somalia settentrionale tornarono a scontrarsi tra di loro per controversie di confine. Il governo della colonia lavorò per cercare di mantenere la pace tra i vecchi clan, pur mantenendo uno stretto controllo militare sulla regione.

### Sviluppo economico
Nel 1920, Luigi Amedeo di Savoia-Aosta fondò la Società Agricola Italo-Somala (SAIS), al fine di esplorare il potenziale agricolo africano. Con la salita al potere del fascismo, il 5 dicembre 1923 si insediò come governatore il quadrumviro Cesare Maria De Vecchi, che portò con sé i modi forti di dominio coloniale duro.
La regione dell'Oltregiuba, in base all'art. 13 del Patto di Londra, fu ceduta al Regno d'Italia col protocollo italo-britannico del 15 luglio 1924 dietro indennizzo annuo al sultano di Zanzibar di 1 000 sterline oltre al pagamento di 25 000 sterline una tantum. La Colonia dell'Oltre Giuba fu colonia italiana autonoma dal 16 luglio 1924 al 31 dicembre 1926, sotto il mandato di governatore Corrado Zoli. Tale concessione era presumibilmente una ricompensa per l'adesione dell'Italia alla Triplice intesa.
Nel 1926, dopo una certa resistenza, il sud della Somalia venne completamente occupato con il massiccio impiego di dubat, zaptié ed àscari del Regio Corpo Truppe Coloniali della Somalia italiana. Nei primi anni trenta, i nuovi governatori italiani, Guido Corni e Maurizio Rava, iniziarono quindi una politica di assimilazione dei somali e della loro cultura, basata sul rispetto della struttura tribale e sociale e sul rispetto per l'Islam come religione di questi sudditi. Molti somali si arruolarono nelle truppe coloniali italiane. Alcune migliaia di coloni italiani si trasferirono a Mogadiscio, che divenne un centro commerciale con alcune piccole aziende manifatturiere, e in alcune aree agricole intorno alla capitale come il Villaggio "Duca degli Abruzzi" (o "Villabruzzi", oggi Giohar) e Genale, centrate sull'esportazione di banane e prodotti agricoli.

### Africa Orientale Italiana
Nel mese di ottobre 1935 la Somalia divenne il fronte meridionale d'attacco all'Impero etiope, al comando del generale Rodolfo Graziani. Nel giugno 1936, dopo la conquista italiana dell'Etiopia, essa fu unita a Eritrea e Somalia per dar vita all'Africa Orientale Italiana: nella suddivisione amministrativa dell'Africa Orientale Italiana la colonia fu riorganizzata come governatorato della Somalia.

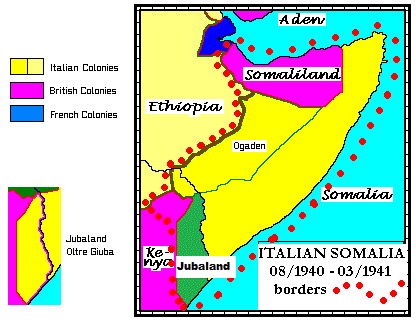
La "Grande Somalia" italiana con i confini raggiunti durante la seconda guerra mondiale, sotto il governatore Carlo De Simone.

Nel 1930 la Somalia contava circa 22.000 coloni italiani, pari al 2% della popolazione, con una concentrazione di circa 10.000 nella capitale Mogadiscio, dove si stavano sviluppando piccole industrie manifatturiere e infrastrutture coloniali.
Le entrate della colonia somala, anche se non rilevanti, finanziarono un programma di opere pubbliche che permise il completamento della Ferrovia Mogadiscio-Villaggio Duca degli Abruzzi, la risistemazione della rete stradale con la creazione della Strada Imperiale tra Mogadiscio ed Addis Abeba, e la costruzione di una diga funzionale alla realizzazione del porto di Mogadiscio.

Nel 1935 vivevano in Somalia oltre 50.000 italo-somali, che costituivano il 5% della popolazione del territorio. Di questi, 20.000 risiedevano a Mogadiscio, rappresentando circa il 40% dei 50.000 residenti della città. Questi dati non includono nessuno dei 220.000 soldati italiani di stanza nella Somalia Italiana durante la seconda guerra italo-abissina.
Dal 1936 al 1940, tutta la regione fu interessata dalla costruzione di nuove strade (come la "Strada Imperiale" da Mogadiscio a Addis Abeba), nuove ferrovie (114 km da Mogadiscio a Jowhar), scuole, ospedali, porti, ponti. Nella prima metà del 1940 la colonia era uno degli stati africani più sviluppati in termini di tenore di vita dei coloni e dei somali, soprattutto nelle aree urbane. Mogadiscio rimaneva uno dei capoluoghi amministrativi della Africa Orientale Italiana, costellata di nuovi edifici eretti nella tradizione architettonica italiana razionalista. Essa ebbe uno sviluppo urbano, all'interno dell'AOI, inferiore solo a quello di Asmara.
Nel marzo 1940 vivevano a Mogadiscio oltre 30.000 italiani che rappresentavano il 33% della popolazione totale della città (90.000 residenti). Frequentavano le scuole italiane locali che le autorità coloniali avevano aperto. Sempre nel 1940, il Villaggio "Duca degli Abruzzi" aveva una popolazione di 12 000 persone, di cui quasi 3 000 italo-somali, e godeva di un notevole livello di sviluppo con le sue piantagioni di banane, cotone e canna da zucchero e con una piccola area di produzione con industrie agricole (zuccherifici, mulini, ecc).

### La seconda guerra mondiale e la caduta della colonia
Nella seconda metà del 1940, le truppe italiane invasero il Somaliland britannico espellendo gli inglesi. Gli italiani occuparono anche le aree del Kenya confinanti con l'Oltregiuba, intorno ai villaggi di Moyale e Buna 
Nell'agosto del 1940 Benito Mussolini poté così dichiarare davanti ad un gruppo di somali a Roma che con la conquista della Somalia britannica, quasi tutti i somali erano uniti, realizzando il loro sogno della "Grande Somalia".

### Amministrazione fiduciaria ed indipendenza

Mogadiscio 1º aprile 1950: la cerimonia di ammainabandiera della bandiera britannica e l'alzabandiera del tricolore italiano. Segna l'inizio dell'Amministrazione fiduciaria italiana della Somalia.

Nella primavera del 1941, con la fine della campagna dell'Africa Orientale Italiana la Gran Bretagna riacquisì il controllo della Somalia Britannica ed occupò la Somalia italiana con l'Ogaden. Tuttavia, fino all'estate del 1943, in tutto il Corno d'Africa imperversò la guerriglia italiana. Le truppe britanniche mantennero il controllo del paese fino al 1 aprile 1950, quando le Nazioni Unite la diedero in Amministrazione fiduciaria alla Repubblica Italiana (Amministrazione fiduciaria italiana della Somalia). Durante il periodo del controllo britannico avvenne l'eccidio di Mogadiscio nel corso del quale furono uccisi 54 italiani e 14 somali.
Il 1º luglio 1960, la Somalia Italiana raggiunse l'indipendenza. Con l'occasione si unì al vicino Somaliland, resosi indipendente dalla Gran Bretagna il 26 giugno di quello stesso anno, per formare la Repubblica di Somalia.

## Suddivisione amministrativa

### Commissariati
Il territorio della Somalia Italiana era diviso in commissariati, a loro volta divisi in Residenze e Vice Residenze. Nel 1938 era diviso nei seguenti commissariati:
- Alto Giuba (capoluogo Baidoa)
- Alto Scebeli (capoluogo Bulo Burti)
- Basso Scebeli (capoluogo Merca)
- Migiurtinia (capoluogo Dante)
- Mogadiscio (capoluogo Mogadiscio)
- Mudugh (capoluogo Rocca Littorio)
- Ogaden (capoluogo Uarder)
- Uebi Gestro (capoluogo Callafo)
- Basso Giuba (capoluogo Chisimaio)
- Nogal (capoluogo Eil)

### Vicecommissariati
- Vice Commissariato del Comprensorio Villaggio Duca degli Abruzzi (capoluogo Villaggio Duca degli Abruzzi)
- Vice Commissariato del Comprensorio di Genale (capoluogo Genale)

## Bandiera e stemma
La bandiera della Somalia italiana fu, dal 1889 al 1941, quella del Regno d'Italia, ovvero il tricolore con lo scudo sabaudo. Lo stemma della colonia invece era uno scudo troncato di blu e di rosso con leone passante e tre stelle bianche.

## Lingua ufficiale
La lingua ufficiale era l'italiano. Parlato il somalo, scritto allora con l'alfabeto arabo e non, come successivamente, con l'alfabeto latino.

## Moneta
Inizialmente in Somalia circolavano sia il tallero di Maria Teresa che la rupia indiana. Dal 1909 la moneta ufficiale fu la rupia somala, divisa in 100 bese, che rimpiazzò le precedenti. La rupia fu sostituita dalla lira somala durante il periodo di transizione dal 1º luglio 1925 e il 30 giugno 1926, al valore di 8 lire = 1 rupia.. Con l'annessione all'AOI, la moneta ufficiale per tutte le colonie del Corno d'Africa divenne la lira dell'Africa Orientale Italiana.
Durante l'Amministrazione fiduciaria venne coniato il somalo, coniato dalla Banca d'Italia per la Cassa per la circolazione monetaria della Somalia, sostituito nel 1962 dallo Scellino somalo.

## Governatori della Colonia
| Governatore | Governatore                 | Inizio           | Fine             |
| ----------- | --------------------------- | ---------------- | ---------------- |
|             | Tommaso Carletti            | 1908             | 11 gennaio 1910  |
|             | Giacomo De Martino          | 11 gennaio 1910  | 1916             |
|             | Giovanni Cerrina Feroni     | 1916             | 1919             |
|             | Carlo Riveri                | 21 giugno 1920   | 8 dicembre 1923  |
|             | Cesare Maria De Vecchi      | 8 dicembre 1923  | 1º giugno 1928   |
|             | Guido Corni                 | 1º giugno 1928   | 1º luglio 1931   |
|             | Maurizio Rava               | 1º luglio 1931   | 6 marzo 1935     |
|             | Rodolfo Graziani            | 6 marzo 1935     | 22 maggio 1936   |
|             | Angelo De Ruben             | 22 maggio 1936   | 24 maggio 1936   |
|             | Ruggiero Santini            | 24 maggio 1936   | 15 dicembre 1937 |
|             | Francesco Saverio Caroselli | 15 dicembre 1937 | 11 giugno 1940   |
|             | Gustavo Pesenti             | 11 giugno 1940   | 31 dicembre 1940 |
|             | Carlo De Simone             | 31 dicembre 1940 | 9 marzo 1941     |

### Commissari generali della Colonia di Benadir (1889 - 1908)
| Governatore | Governatore            | Inizio         | Fine           |
| ----------- | ---------------------- | -------------- | -------------- |
|             | Vincenzo Filonardi     | 3 agosto 1889  | 15 maggio 1893 |
|             | Vacante                | 15 maggio 1893 | 1896           |
|             | Vincenzo Filonardi     | 1896           | 1897           |
|             | Ernesto Duilio         | 1897           | 1897           |
|             | Giorgio Sorrentino     | 1897           | 25 maggio 1898 |
|             | Emilio Dulio           | 25 maggio 1898 | 16 marzo 1905  |
|             | Luigi Mercatelli       | 16 marzo 1905  | 1906           |
|             | Giuseppe Salvago Raggi | 1906           | 1907           |
|             | Tommaso Carletti       | 1907           | 1908           |

### Governatori della Colonia dell'Oltregiuba (1924 - 1926)
| Governatore | Governatore  | Inizio         | Fine             |
| ----------- | ------------ | -------------- | ---------------- |
|             | Corrado Zoli | 16 luglio 1924 | 31 dicembre 1926 |

- Nel 1926 la colonia fu annessa alla Somalia italiana.